# Фитильный замок

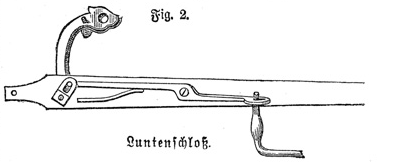
XVI век, пружинный фитильный замок, Фитиль приводился в действие с помощью рычага, находящегося на ложе ружья, что освобождало руку.

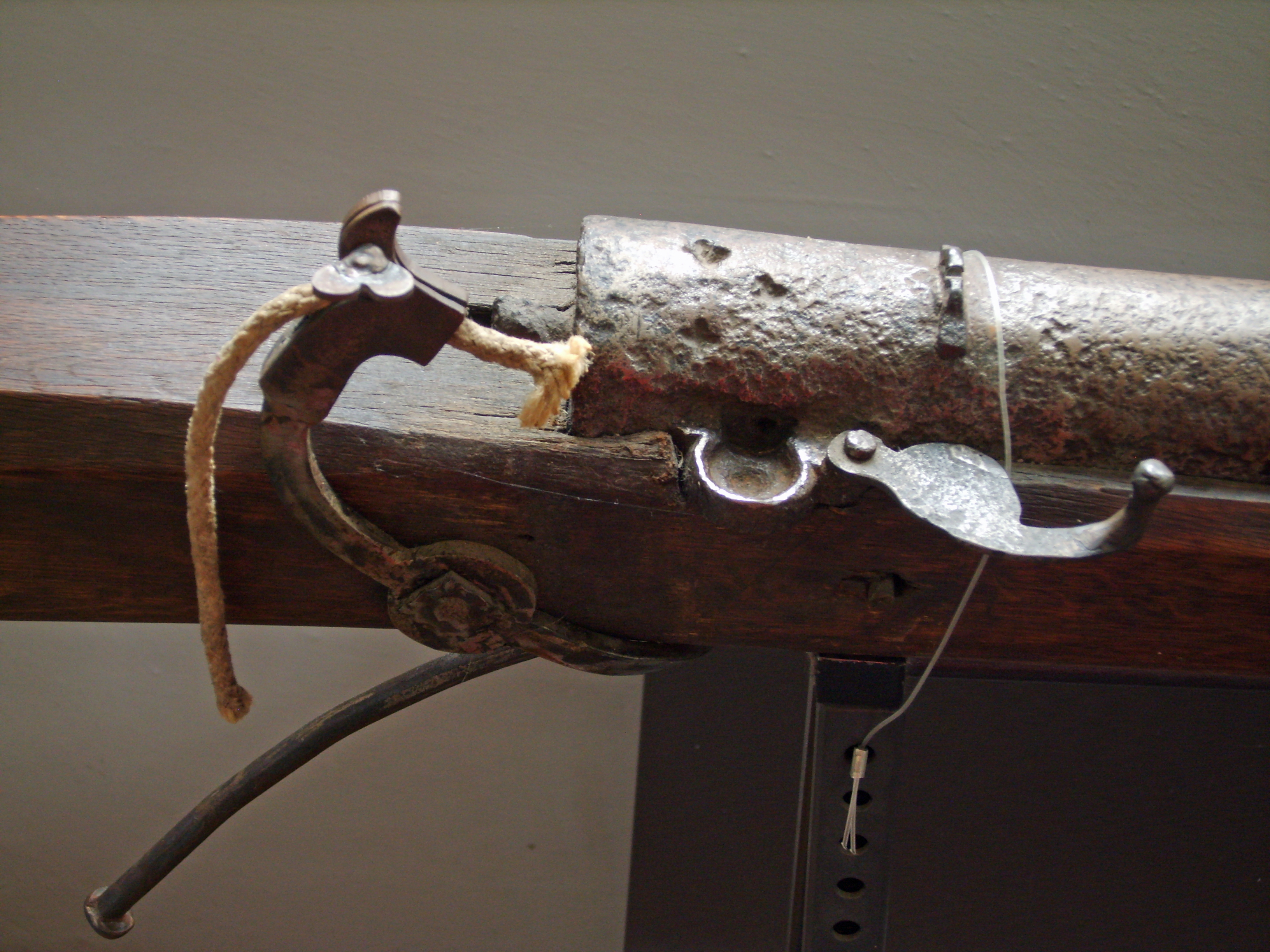
Фитильный замок с серпантином в виде единой детали.

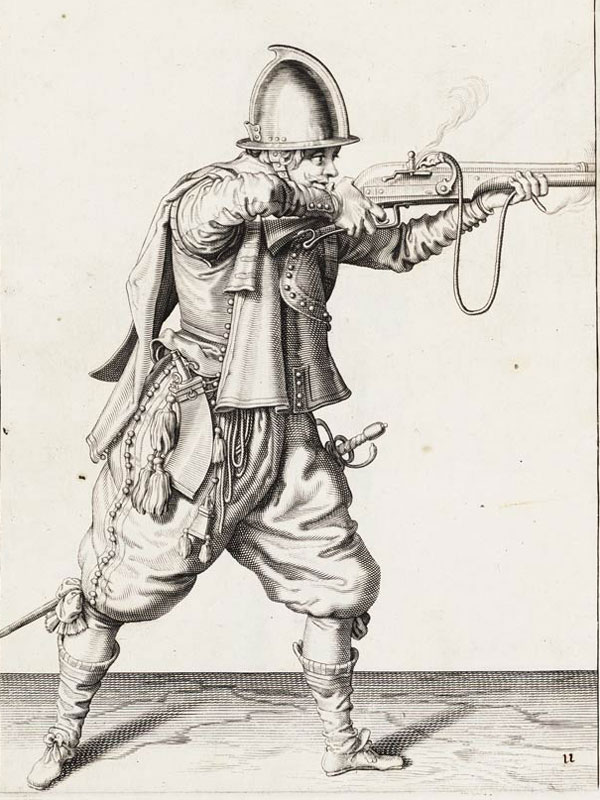
Стрельба из фитильного ружья.

Фитильный замо́к, Пружинный фитильный замок, Замок с пластинчатою пружиною — оружейный замок, часть ружья (пищали (ручниц, гаковниц), аркебузы, мушкета, фузеи) и пистоля, отвечающая за воспламенение порохового заряда.
В ранних образцах ручного огнестрельного оружия заряд воспламенялся вручную поднёсённым к затравочному отверстию (запалу) раскалённым железным стержнем (металлическим прутом). Такой способ имел существенные недостатки: требовалось всегда держать под рукой огонь, иметь для стержня или прута свободную руку при стрельбе, а также то, что стержень или прут закрывал собой прицел, с XVI столетия вместо железного стержня или прута стали употребляться фитиль. По-немецки фитильный замок — Luntenschloss.

## История
Первоначальный образец Замка фитильного изобретён в XVI (во второй половине XV) столетии в Испанской империи, выстрел происходил от прикосновения при падении курка тлеющего фитиля с порохом, насыпанном в запале. В другом источнике указано что Фитильный замок был изобретен примерно в 1430 году, его появление сделало обращение с ружьём и пистолем значительно проще. 
Основные отличия устройства нового оружия были следующими: возник предшественник современного спускового крючка — рычаг-серпантин, расположенный на ложе ружья, с помощью серпантина фитиль приводился в действие, что освобождало руку стрелка. Затравочное отверстие было перенесено в сторону, так что фитиль теперь не закрывал цель. На поздних моделях фитильных ружей серпантин снабдили удерживающей его защелкой и пружиной, появилась пороховая полка для затравки, позже ставшая закрытой, существовал также вариант фитильных ружей, в устройстве которых спусковой крючок был заменен на спусковую кнопку. 
Главным недостатком фитильных ружей оказалась их сравнительно низкая устойчивость к влаге и ветру, порыв которого мог сдуть затравку, к тому же стрелку приходилось постоянно иметь доступ к открытому огню, а кроме того оставшийся после выстрела тлеющий нагар в канале ствола грозил моментальным воспламенением заряжаемого пороха. Таким образом, заряжание фитильного ружья из пороховницы большим количеством пороха становилось довольно опасным, а потому с целью обезопасить стрелков от серьёзных ожогов были введены берендейки и патронташи, снабженные ёмкостями, содержащими меньшее, нежели раньше, количество дымного пороха — ровно столько, сколько необходимо для произведения выстрела.
К концу XV столетия, около 1480 год оружейники применили к ружьям арбалетную ложу, которую при стрельбе упирали в плечо. Такую ложу выпустили одновременно испанцы и немцы. Вскоре ружья с ложами нового образца распространились и в других странах. 
Изобретённый в начале XVI века колесцовый замок, однако, не вытеснил фитильный ввиду своей сложности и дороговизны; и только изобретённый вслед затем ударный замок к концу XVII века в основном вытеснил фитильный. Тем не менее, в некоторых регионах, например, в Центральной Азии, фитильные ружья применялись по крайней мере до конца XIX века.

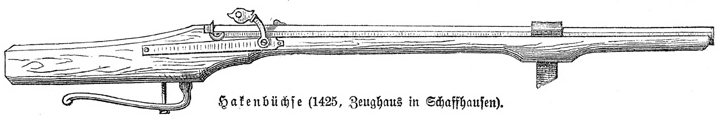
Аркебуза из цейхгауза города Шаффхаузен, 1425 год.
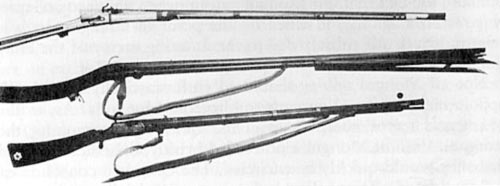
Фитильное огнестрельное оружие, Китай династия Мин (1368—1644 года).